# Belagerung von Autun
Mediolanum – Augusta Vindelicorum – Lacus Benacus – Placentia – Fano – Pavia – Langres – Vindonissa – Autun – Reims – Brumath – Senonae – Argentoratum – Solicinium – Argentovaria
Als Belagerung von Autun wird ein Gefecht zwischen Römern und Alamannen im Jahre 356 bezeichnet.

## Vorgeschichte
Der römische Feldherr Julian war im Winter 355 aus Italien nach Norden gereist und lagerte mit seinem Heer in der Gegend um Vienne. Aufgrund der schlechten klimatischen Bedingungen und des harten Winters beschloss er, mit seinem Feldzug gegen die Alamannen bis zum Sommer zu warten. 
Eine Armee der Alamannen nützte dieses Zögern aus und griff die nicht weit entfernte römische Stadt Autun an. Die Stadtmauer war in schlechtem Zustand und viele der Mauerabschnitte waren schon verfallen, was es der Garnison sehr schwer machte, die anstürmenden Germanen auf Dauer zurückzudrängen. Sie schickten daher Boten zu Julian.

## Verlauf
Als Julian die Nachricht von der Belagerung erhielt, war er zunächst sehr überrascht, da er nicht mit einem Angriff so weit südlich der Siedlungsplätze der Germanen gerechnet hatte. Er reagierte allerdings sofort und kam mit seiner Armee am 21. Juni 356 in Autun an. Dort besiegte er das alamannische Heer, das bald aufgrund der römischen Übermacht die Belagerung aufgab. Die Schlacht war damit entschieden.

## Folgen
Dieser Vorfall ließ Julian in seiner Kriegsführung vorsichtiger werden. Er organisierte daraufhin einen Feldzug gegen die Alamannen, den er in den folgenden Jahren auch in die Tat umsetzte.